# Luca Rizzo
Luca Rizzo, né le 24 avril 1992 à Gênes, est un footballeur italien. Il évolue à la Atalanta Bergame au poste de milieu relayeur.

## Biographie
Pur produit de la Sampdoria, Rizzo passe 3 saisons en prêt pour les clubs de divisions inférieures italienne de l'US Pergolettese 1932, du Foligno Calcio et de l'AC Pise 1909.
Le 9 juillet 2013, il est prêté au Modena FC en Serie B.
Le 30 juin 2015, Rizzo rejoint en prêt le Bologne FC, alors promu en Serie A. Un an plus tard, il est acheté par le club pour 6 millions d'euros. Cependant, il joue peu et se fait successivement prêté à la SPAL 2013 et à l'Atalanta Bergame.